# Municipio de Lanesboro
El municipio de Lanesboro (en inglés: Lanesboro Township) es un municipio ubicado en el  condado de Anson en el estado estadounidense de Carolina del Norte.En el año 2010 tenía una población de 6.015 habitantes.

## Geografía
El municipio de Lanesboro se encuentra ubicado en las coordenadas 34°59′45.56″N 80°14′1.22″O / 34.9959889, -80.2336722.